# هاروی کایتل
هاروی کایتل (به انگلیسی: Harvey Keitel) (زادهٔ ۱۳ مهٔ ۱۹۳۹) هنرپیشه آمریکایی است. کایتل در کارنامه کاری خود نامزد دریافت چندین جایزه از جمله جوایز آکادمی و گلدن گلوب برای کار در فیلم باگزی شده‌است و در آکادمی سینما و تلویزیون تلویزیونی استرالیا جایزه بهترین بازیگر نقش اول را دریافت کرده‌است. وی از سال ۱۹۹۵ تا ۲۰۱۷، به همراه بازیگرانی همچون آل پاچینو و الن برستین، رئیس استودیوی بازیگران بود.

## زندگی شخصی
کایتل در ۱۳ مه ۱۹۳۹ در شهر نیویورک زاده شد. او یک مهاجر یهودی اشکنازی بود که مادرش، میریام (خواننده کلاین)، رومانیایی و پدرش، هری کایتل لهستانی بود. پدر و مادرش یک سالن غذاخوری را مشترکاً اداره می‌کردند و از سوی دیگر پدرش در حرفهٔ ساخت کلاه نیز فعالیت داشت. 
او در محله ساحل برایتون بروکلین به همراه خواهرش رنه و برادرش جری بزرگ شد، در دبیرستان آبراهام لینکلن تحصیل کرد. وی در سن ۱۶ سالگی به عضویت تفنگداران دریایی درآمد و این تصمیم او را طی عملیات بحران ۱۹۵۸ لبنان به سمت این کشور هدایت کرد. وی پس از بازگشت از لبنان، قبل از شروع فعالیت بازیگری، چندین سال به عنوان خبرنگار حوزهٔ قضائی در دادگاه‌های مختلف مشغول به فعالیت بود.

## فعالیت حرفه‌ای
کایتل همزمان، زیر نظر استلا ادلر و لی استراسبرگ مشغول به کارآموزی و فعالیت بود و در همین سال‌ها، تحصیلات خود را در اچ‌بی استودیو ادامه می‌داد و از همین جهت بود که در نهایت توانست در برخی از تولیدات خارج از برادوی نیز نقش آفرینی کند. از بخت خوش، این روزها با پیش تولید چه کسی در اتاقم را می‌زند در سال ۱۹۶۷ همزمان شده بود و او توانست با پذیرفته‌شدن در این تست، در اولین فیلم بلند اسکورسیزی، در نقش جی. آر به ایفای نقش بپردازد و از آن زمان به بعد، اسکورسیزی و کایتل روی چندین پروژه با هم کار کرده‌اند.
کایتل در کنار رابرت دنیرو، از بازیگران اصلی خیابان‌های پایین شهر اسکورسیزی بود که به عنوان یکی از فیلم‌های موفقیت‌آمیز او به‌شمار می‌رود.
کایتل بار دیگر در سال ۱۹۷۴ با بازی در آلیس دیگر اینجا زندگی نمی‌کند در مقابل دوربین اسکورسیزی به عنوان نقش مشکل حضور پیدا کرد و پس از آن، مجدداً در کنار رابرت دنیرو در راننده تاکسی ظاهر شد و در نقش دلالی با نام جودی فاستر بازی کرد.

## فیلم‌شناسی

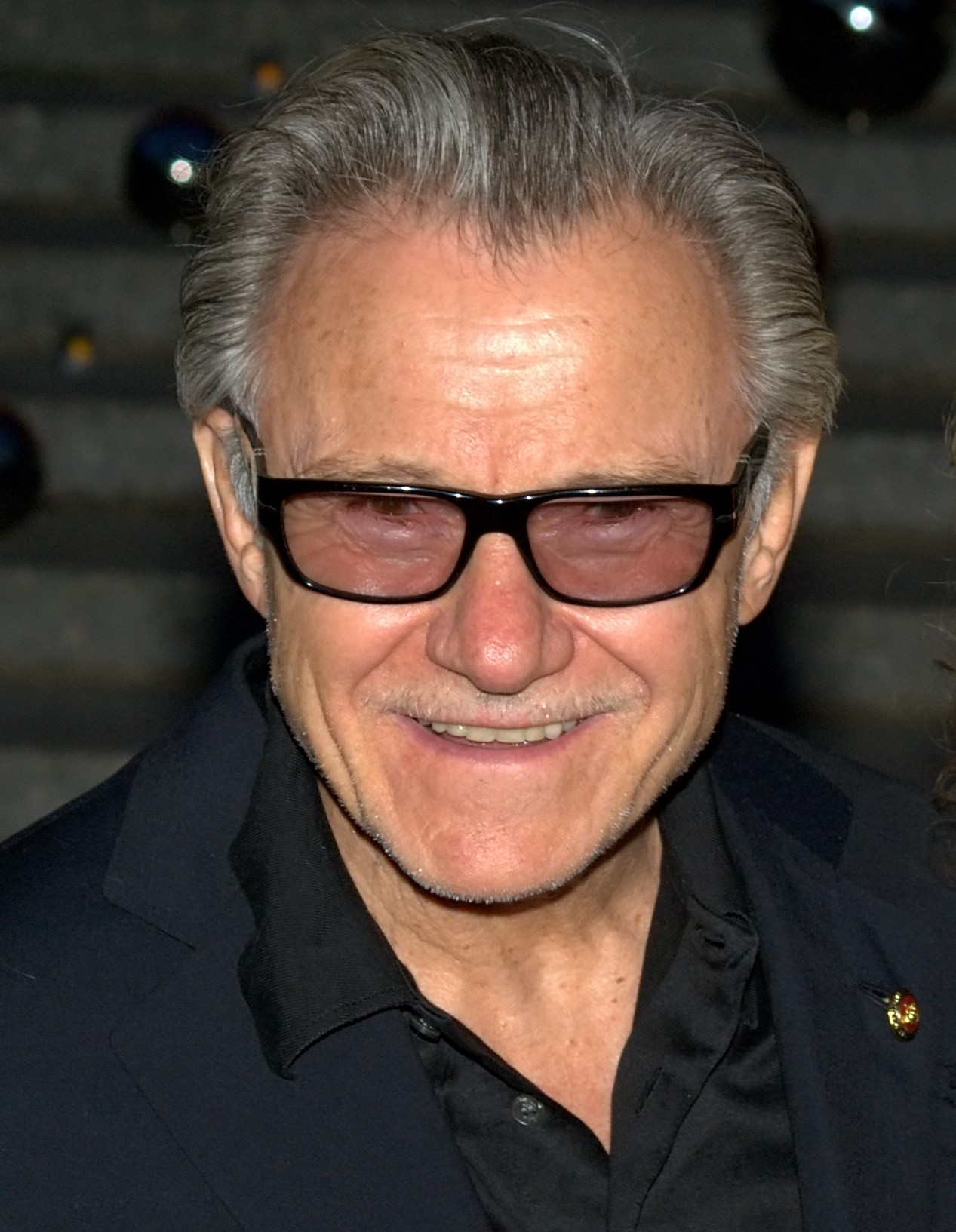

از فیلم‌ها یا برنامه‌های تلویزیونی که وی در آن نقش داشته‌است می‌توان به آثار زیر اشاره کرد.
- چه کسی در اتاقم را می‌زند (۱۹۶۷)
- انعکاس در چشمان طلایی (۱۹۶۷)
- خیابان‌های پایین شهر (۱۹۷۳)
- آلیس دیگر اینجا زندگی نمی‌کند (۱۹۷۴)
- بوفالو بیل و سرخپوستان، یا درس تاریخ گاو نشسته (۱۹۷۶)
- مادر، کوزه‌ها و سرعت (۱۹۷۶)
- راننده تاکسی (۱۹۷۶)
- دوئل‌بازها (۱۹۷۷)
- انگشت‌ها (فیلم ۱۹۷۸) (۱۹۷۸)
- آن شب در وارن (۱۹۸۲)
- مرز (۱۹۸۲)
- عاشق شدن (۱۹۸۴)
- بدون ضرب‌وشتم (۱۹۸۶)
- آخرین وسوسه مسیح (۱۹۸۸)
- مرد ژانویه (۱۹۸۹)
- نبرد سه پادشاه (۱۹۹۰)
- تلما و لوییز (۱۹۹۱)
- افکار مرگبار (۱۹۹۱)
- باگزی (۱۹۹۱)
- سگ‌های انباری (۱۹۹۲)
- ستوان بد (۱۹۹۲)
- راهبه بدلی (۱۹۹۲)
- نقطه بی‌بازگشت (۱۹۹۳)
- پیانو (۱۹۹۳)
- جنایات خیالی (۱۹۹۴)
- داستان عامه‌پسند (۱۹۹۴)
- کسی برای دوست داشتن (۱۹۹۴)
- صورت آبی (۱۹۹۵)
- دود (۱۹۹۵)
- کوتوله را بگیرید (۱۹۹۵)
- نگاه خیره اولیس (۱۹۹۵)
- کلاکرز (۱۹۹۵)
- از گرگ و میش تا سحر (۱۹۹۶)
- آب سر بالا (۱۹۹۶)
- سرزمین پلیس (۱۹۹۷)
- شهر صنعت (۱۹۹۷)
- لولو روی پل (۱۹۹۸)
- پیدا کردن گریسلند (۱۹۹۸)
- دود مقدس! (۱۹۹۹)
- حضور ذهن (۱۹۹۹)
- شاهزاده سنترال پارک (۲۰۰۰)
- یو-۵۷۱ (۲۰۰۰)
- نیکی کوچک (۲۰۰۰)
- جانبداری (۲۰۰۱)
- خائن (۲۰۰۱)
- اژدهای سرخ (۲۰۰۲)
- گنجینه ملی (۲۰۰۴)
- پل سن لوئیس ری (۲۰۰۴)
- آرام باش (۲۰۰۵)
- تاجر سنگ (۲۰۰۶)
- آرتور و نامرئی‌ها (۲۰۰۶)
- گنجینه ملی: کتاب رمز (۲۰۰۷)
- حرامزاده‌های لعنتی (۲۰۰۹)
- فاکرهای کوچک (۲۰۱۰)
- قلمرو طلوع ماه (۲۰۱۲)
- کنگره (فیلم ۲۰۱۳) (۲۰۱۴)
- هتل بزرگ بوداپست (۲۰۱۴)
- ریو، دوستت دارم (۲۰۱۴)
- دو مرد در شهر (۲۰۱۴)
- جوانی (۲۰۱۵)
- ۶ کله‌پوک (۲۰۱۵)
- کمدین (۲۰۱۶)
- جزیره سگ‌ها (۲۰۱۸)
- مردایرلندی (۲۰۱۹)
- اثر پارادوکس (۲۰۲۳)
- سایه‌های تاریک (۱۹۶۶)
- کوجک (مجموعه تلویزیونی) (۱۹۷۳)
- پخش زنده شنبه شب (۲۰۰۲)

## جوایز و افتخارات
- نامزد جایزه تمشک طلایی بدترین بازیگر مکمل مرد
- نامزد جایزه اسکار بهترین بازیگر نقش مکمل مرد
- نامزد جایزه گلدن گلوب بهترین بازیگر نقش مکمل مرد